# Miłowe
Miłowe (ukr. Мілове) – osiedle typu miejskiego w obwodzie ługańskim na Ukrainie, siedziba władz rejonu miłowskiego. Miejscowość jest najbardziej wysunięta na wschód na Ukrainie.

## Historia
W 1932 roku zaczęto wydawać gazetę.
Status osiedla typu miejskiego posiada od 1938.
W 1959 roku miejscowość liczyła 4592 mieszkańców, a w 1989 roku 5921 mieszkańców.